# Sickert
Sickert település Franciaországban, Haut-Rhin megyében. Lakosainak száma 331 fő (2022. január 1.). Sickert Wegscheid, Kirchberg és Masevaux-Niederbruck községekkel határos.

## Népesség
A település népessége az elmúlt években az alábbi módon változott:
| Lakosok száma | 322  | 324  | 338  | 327  | 327  | 325  | 327  | 329  | 331  |
|               | 2013 | 2015 | 2016 | 2017 | 2018 | 2019 | 2020 | 2021 | 2022 |